# Урибе, Фернандо
Ферна́ндо Ури́бе Инкапье́ (англ. Fernando Uribe Hincapié; род. 1 января 1988[…], Перейра) — колумбийский футболист, нападающий клуба «Мильонариос».

## Биография
Урибе начал профессиональную карьеру в клубе «Хирардот». Несмотря на регулярную игровую практику он забил всего один мяч. В 2008 году Фернандо присоединился к «Кортулуа», в составе которого в первом же сезоне стал лучшим бомбардиром команды, забивая почти в каждом матче. После такого яркого сезона Урибе получил приглашение из клуба «Депортиво Перейра». 26 апреля 2009 года в матче против «Атлетико Хуниор» он дебютировал в Кубке Мустанга. 31 августа в поединке против «Индепендьенте Медельин» Урибе забил свой первый гол за «Депортиво Перейра». 13 сентября в матче против «Онсе Кальдас» он сделал хет-трик. В начале 2010 года Фернандо перешёл в «Онсе Кальдас». 31 января в поединке против «Реал Картахена» он дебютировал за новый клуб. В этом же матче Урибе сделал хет-трик, забив свои первые голы за «Онсе Кальдас». По итогам года Фернандо забил 24 мяча став лучшим бомбардиром команды, включая ещё два хет-трика в ворота «Депортиво Кали» и «Америки». В том же году он помог клубу выиграть чемпионат.
В начале 2011 года Урибе перешёл в итальянский «Кьево». Сумма трансфера составила 7,5 млн евро. 6 марта в матче против «Пармы» он дебютировал в итальянской Серии A. 9 мая в поединке против «Ювентуса» Фернандо забил свой первый гол за «Кьево».
В 2012 году из-за отсутствия регулярной игровой практики он вернулся на родину, подписав контракт с «Атлетико Насьональ». Сумма трансфера составила 1,9 млн долларов. 29 июля в матче против «Депортиво Кали» Урибе дебютировал за новую команду. 6 августа в поединке против «Агилас Перейра» Фернандо забил свой первый гол за «Атлетико Насьональ». В составе клуба Урибе трижды выиграл чемпионат и завоевал Кубок Колумбии. В 2014 году Фернандо на правах аренды перешёл в «Мильонариос». 5 августа в матче против своего бывшего клуба «Атлетико Насьональ» он дебютировал за новую команду. 17 августа в поединке против «Депортиво Пасто» Фернандо забил свой первый гол за новую «Мильонариос». 28 сентября в матче против «Форталеса Сипакира» он сделал «покер». В 2015 году Урибе стал лучшим снайпером чемпионата.
Летом того же года он перешёл в мексиканскую «Толуку», подписав контракт на три года. 26 июля в матче против УАНЛ Тигрес Фернандо дебютировал в мексиканской Примере. 16 августа в поединке против «Гвадалахары» Урибе сделал «дубль», забив свои первые голы за «Толуку». 13 сентября в матче против «Пачуки» он сделал «покер». В поединках Кубка Либертадорес против эквадорского ЛДУ Кито и аргентинского «Сан-Лоренсо» Урибе забил три гола.
В 2018—2019 годах выступал за «Фламенго». В розыгрыше Кубка Либертадорес 2019 провёл за «рубро-негрос» два матча и забил гол в ворота ЛДУ Кито в победном матче, завершившемся со счётом 3:1. В мае Урибе перешёл в «Сантос», а в ноябре его бывшие партнёры завоевали Кубок Либертадорес. Таким образом, колумбиец постфактум также стал обладателем этого трофея.
12 августа 2010 года в товарищеском матче против сборной Боливии Урибе дебютировал за сборную Колумбии. заменив во втором тайме Карлоса Бакку.

## Титулы и достижения
Командные
- Чемпион Колумбии (4): Финалисасьон 2010, Апертура 2013, Финалисасьон 2013, Апертура 2014
- Обладатель Кубка Колумбии (2): 2012, 2013
- Чемпион штата Рио-де-Жанейро: 2019
- Обладатель Кубка Либертадорес: 2019 (постфактум)

Индивидуальные
- Лучший бомбардир чемпионата Колумбии: Апертура 2015